# Заельники (Вологодская область)
Заельники — деревня в Кирилловском районе Вологодской области.
Входит в состав Чарозерского сельского поселения, с точки зрения административно-территориального деления — в Коротецкий сельсовет.
Расстояние до районного центра Кириллова по автодороге — 55 км, до центра муниципального образования Чарозера по прямой — 26 км. Ближайшие населённые пункты — Исаково, Андреевская, Фефелово.
По переписи 2002 года население — 4 человека.